# لوئیس فینت
لوئیس فینت (انگلیسی: Louis Finet; ۵ مارس ۱۸۹۴ – تاریخ ورودی نامعتبر است) سوارکار اهل بلژیک بود.